# Amore mio (Paola & Chiara)
Amore mio è un singolo del duo musicale italiano Paola & Chiara, pubblicato nel 1997 come secondo estratto dal primo album in studio Ci chiamano bambine.

## Descrizione
Il brano è stato scritto dalle stesse Paola & Chiara e prodotto da Phil Palmer.

## Tracce
CD singolo
1. Amore mio
2. Nascondi te (Live a San Siro)
3. In viaggio (Live a San Siro)

## Formazione
- Paola Iezzi, Chiara Iezzi – voce e chitarra acustica
- Marco Forni – tastiera e programmazione
- Phil Palmer – chitarra elettrica
- Paolo Costa – basso
- Lele Melotti – batteria